# أنطونيو خيسوس فاسكيز مونيوث
أنطونيو خيسوس فاسكيز مونيوث (بالإسبانية: Antonio Jesús Vázquez Muñoz)‏ (18 يناير 1980 في إسبانيا - ) هو لاعب كرة قدم إسباني في مركز الوسط. لعب مع ديبورتيفو لاكورونيا وريكرياتيفو ونادي إكستريمادورا ونادي تينيريفي.

## وصلات خارجية
- أنطونيو خيسوس فاسكيز مونيوث على موقع قاعدة بيانات كرة القدم.إي يو (الإنجليزية)
- أنطونيو خيسوس فاسكيز مونيوث على موقع Soccerway.com (الإنجليزية)
- أنطونيو خيسوس فاسكيز مونيوث على موقع AS.com (الإسبانية)